# Trofosfamide
Trofosfamide (INN) là một tác nhân kiềm hóa mù tạt nitơ.
Nó đôi khi được viết tắt là "TRO".